# Bauru
Bauru là một đô thị ở bang São Paulo của Brasil. Đô thị này được lập năm 1896. Bauru nằm trên địa hình có độ cao 526 m, diện tích 673,5 km², dân số 347.601 người, mật độ dân số: 516,2 người/km²).

## Dân số
Dữ liệu điều tra dân số năm 2000
Tổng dân số: 316.064
- Thành thị: 310.442
- Nông thôn: 5.622
- Nam giới: 154.435
- Nữ giới: 161.629

Mật độ dân số (người/km²): 469,29
Tỷ lệ tử vong trẻ dưới 1 tuổi (trên 1 triệu cháu): 17,32
Tuổi thọ bình quân (tuổi): 70,46
Tỷ lệ sinh (trẻ trên mỗi bà mẹ): 2,11
Tỷ lệ biết đọc biết viết: 94,76%
Chỉ số phát triển con người (bình quân): 0,825
- Chỉ số phát triển con người (thu nhập): 0,810
- Chỉ số phát triển con người (tuổi thọ): 0,758
- Chỉ số phát triển con người (giáo dục): 0,908

## Hình ảnh

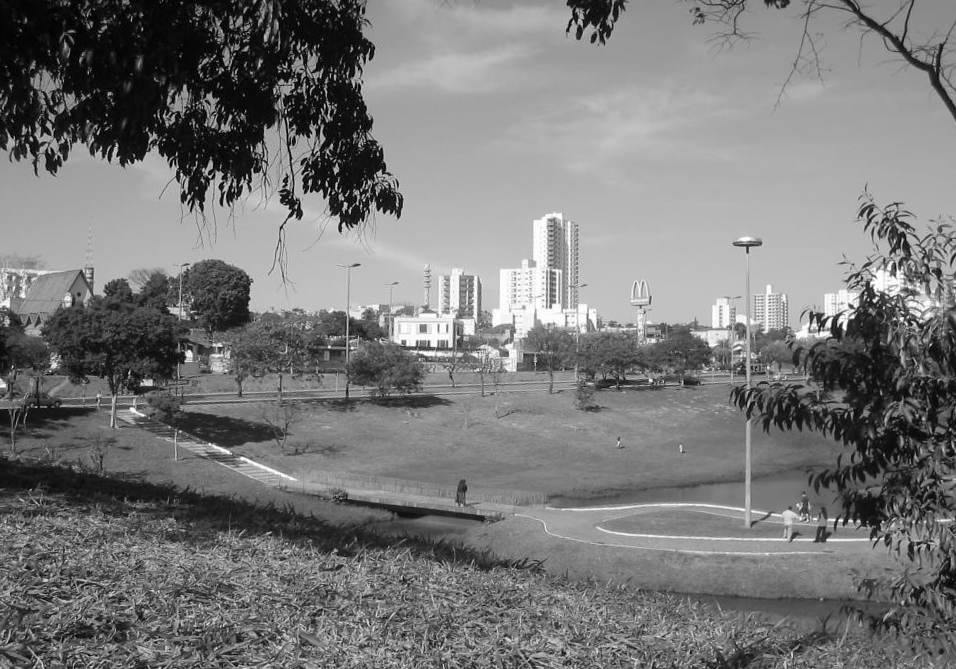
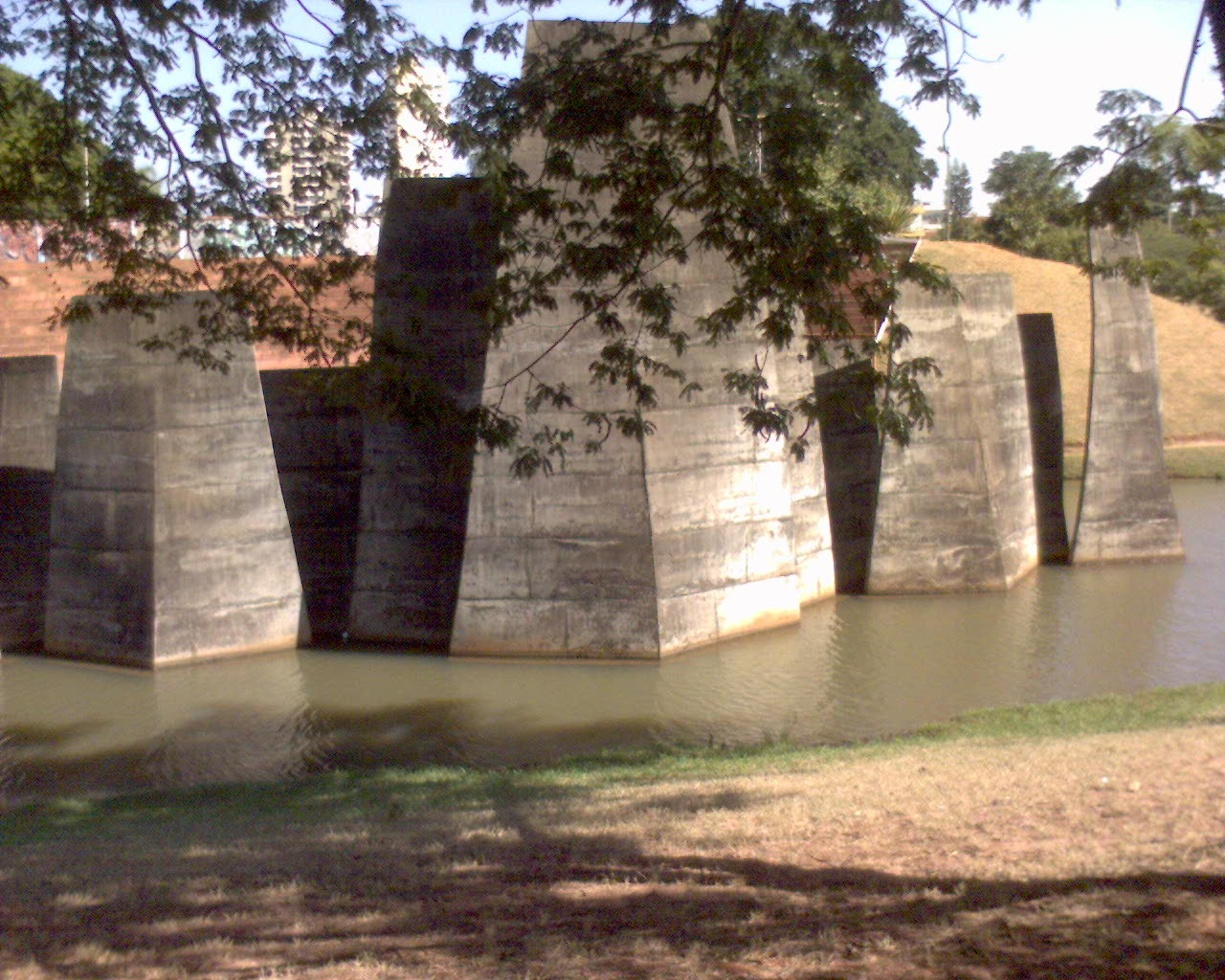
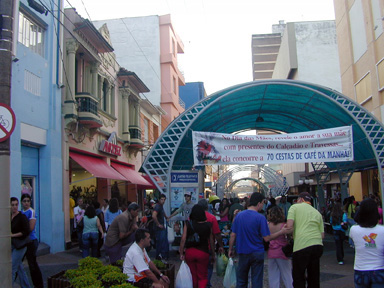
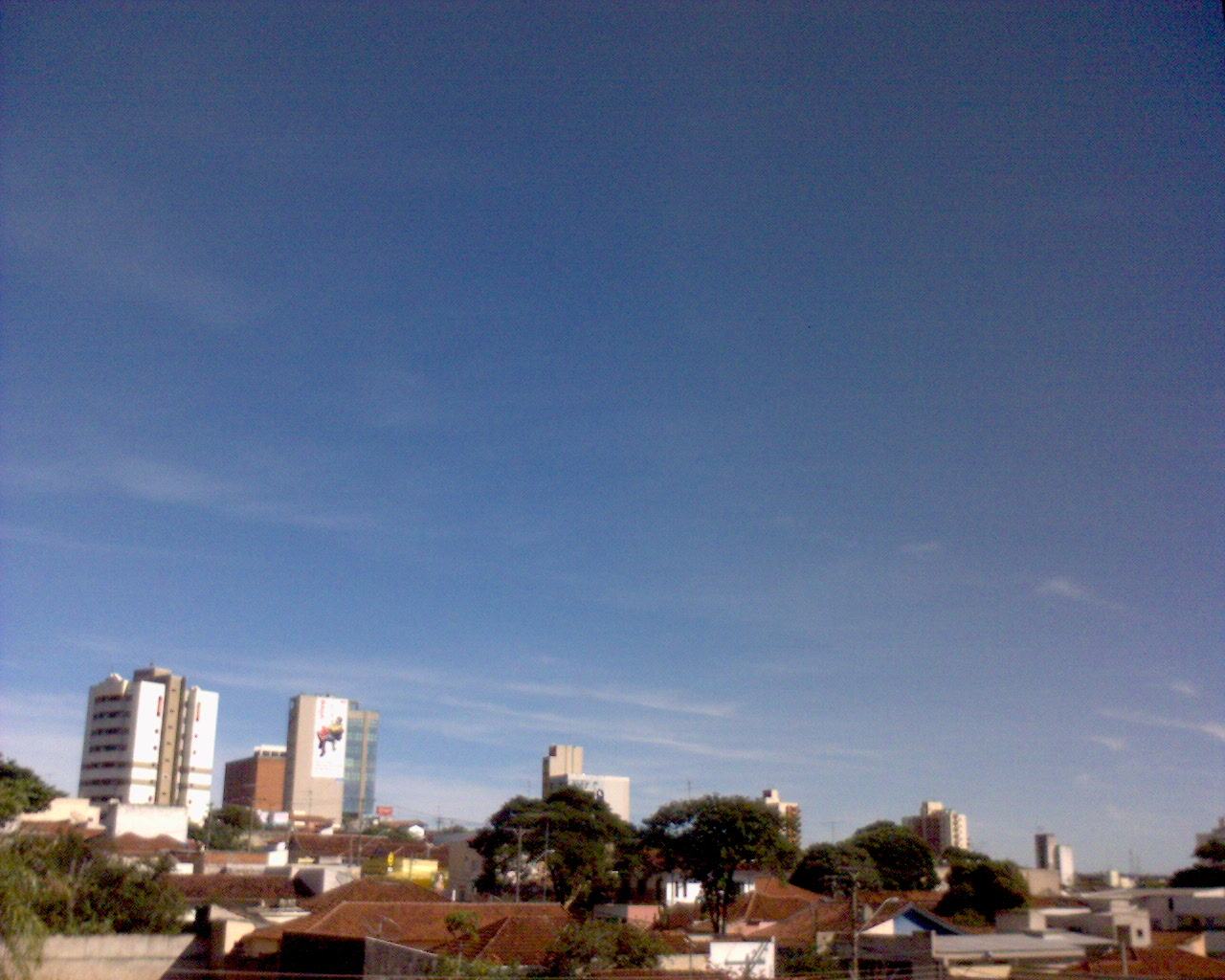